# 江原裕理
江原 裕理（えはら ゆり、1997年8月22日 - ）は、日本の女性声優、アニメーションスタッフ。山口県出身。アニメーション制作会社ufotable所属。声優ユニット「ギルドロップス」リーダー。

## 経歴
演劇に興味があり、山口県から北九州にある演劇の学校に通っていた。アニメーション制作会社ufotableが運営するマチ★アソビ CAFEのアルバイトに応募したことがきっかけとなり、2014年5月のマチ★アソビ vol.12で発表されたufotableの地域密着型作品『おへんろ。〜八十八歩記〜』の主役の一人・ちわ役でデビュー。声優ユニット「TEAM OHENRO。」（山下七海、高野麻里佳、江原裕理）として同番組の主題歌を歌うこととなり、同年10月8日に『千と二百の物語』をリリースしCDデビュー。デビュー後はマチ★アソビ CAFEのキャストとして働きながら声優活動を続けていた。2016年4月より上京し、マウスプロモーション付属俳優養成所にて声優や舞台の演技を学ぶ。さらにufotable制作部にて、テレビアニメ『テイルズ オブ ゼスティリア ザ クロス』よりufotable所属の制作スタッフという立場でアニメーション制作に関わるようになる。
2016年以降はufotable所属の声優、制作スタッフとして活動中。そのため、アニメ制作会社でありながらufotableコンテンツ事業部のスタッフが専属マネージャーを務めている。制作作品では『活撃 刀剣乱舞』や『劇場版 Fate/stay night ［Heaven's Feel］』全三章などの作品に携わっており、制作進行業務や撮影協力のほか製作委員会にも参加している。 
声優業では、2018年からは、BSフジで放送される『ジャパコンProject「ギルドフレンズ～飯田里穂の！世界へ？本気です！～」』から誕生した声優アイドルユニット「ギルドロップス」のリーダーを務めている。
江原裕理私設応援団「えはLOVE」というファンクラブが存在する模様。
2025年　10周年を記念して江原裕理私設応援団「えはLOVE」がマチアソビにあわせてイベントを開催

## 出演
太字はメインキャラクター。

### テレビアニメ
2016年
- テイルズ オブ ゼスティリア ザ クロス（2016年 - 2017年、ノルミン天族、イアン） - 2シリーズ

2019年
- シーサイド荘のアクアっ娘（マール）
- 鬼滅の刃（2019年 - 2024年、神崎アオイ） - 4シリーズ

2020年
- 本好きの下剋上 司書になるためには手段を選んでいられません（孤児）

2022年
- 彗星のフロイライン（ヒカリ）

### ゲーム
- 嫁コレ（2015年、ちわ）
- 城姫クエスト極（2017年、徳島城）
- ディフェンスウィッチーズ2（2017年、クロエ）
- 鬼滅の刃 ヒノカミ血風譚（2021年、神崎アオイ）
- モンスターストライク（2023年、神崎アオイ[10]）

### テレビ番組
- おへんろ。〜八十八歩記〜（2014年 - 2015年、ちわ[11]）
- アニメギルド（2017年、ナレーション）
- エージェントHaZAP（2017年、マテリアル調達官「リリ」）
- ジャパコンProject ギルドフレンズ〜飯田里穂の!世界へ?本気です!〜（2018年 - [12]）

### 舞台
- アリスインプロジェクト「スーパーマンガ大戦 オルタナティブ[13]」（2017年11月8日 - 19日、新宿・コフレリオシアター） - アイリーン 役

## ディスコグラフィ

### キャラクターソング
| 発売日        | 商品名         | 歌            | 楽曲                           | 備考                                                     |
| ------------- | -------------- | ------------- | ------------------------------ | -------------------------------------------------------- |
| 2014年10月8日 | 千と二百の物語 | TEAM OHENRO。 | 「千と二百の物語」             | テレビ番組『おへんろ。〜八十八歩記〜』オープニングテーマ |
| 2014年10月8日 | 千と二百の物語 | TEAM OHENRO。 | 「おへんろ。数え唄〜徳島編〜」 | テレビ番組『おへんろ。〜八十八歩記〜』関連曲             |

### その他参加作品
| 発売日       | 商品名           | 歌                             | 楽曲                 | 備考                   |
| ------------ | ---------------- | ------------------------------ | -------------------- | ---------------------- |
| 2015年5月3日 | 君がはじまる物語 | マチ★アソビ CAFEキャスト一期生 | 「君がはじまる物語」 | マチ★アソビ CAFE関連曲 |

## 制作アニメ作品
- テイルズ オブ ゼスティリア ザ クロス（2016年 - 2017年） - 制作協力（制作進行補佐）、撮影協力
- 活撃 刀剣乱舞（2017年） - 制作協力、撮影協力
- 劇場版 Fate/stay night ［Heaven's Feel］ 第一章 presage flower（2017年） - 製作協力、製作委員会参加
- 劇場版 Fate/stay night ［Heaven's Feel］ 第二章 lost butterfly（2019年） - 製作協力、製作委員会参加
- 劇場版 Fate/stay night ［Heaven's Feel］ 第三章 spring song（2020年） - 製作協力、製作委員会参加

### シリーズ一覧
1. ↑  第1期（2016年）、第2期（2017年）
2. ↑  第1期『竈門炭治郎 立志編』（2019年）、第2期『遊郭編』（2021年）、第3期『刀鍛冶の里編』（2023年）、第4期『柱稽古編』（2024年）

### ユニットメンバー
1. ↑  山下七海、高野麻里佳、江原裕理
2. ↑  あい、あやか、さひろ、ちはる、はるぽ、ゆりぱん